# Jagüey de Téllez
Jagüey de Téllez är en ort i Mexiko.   Den ligger i kommunen Zempoala och delstaten Hidalgo, i den sydöstra delen av landet, 70 km nordost om huvudstaden Mexico City. Jagüey de Téllez ligger 2 362 meter över havet och antalet invånare är 3 266.
Terrängen runt Jagüey de Téllez är platt norrut, men söderut är den kuperad. Runt Jagüey de Téllez är det ganska tätbefolkat, med 90 invånare per kvadratkilometer. Närmaste större samhälle är Pachuca de Soto, 16,2 km norr om Jagüey de Téllez. Trakten runt Jagüey de Téllez består till största delen av jordbruksmark.